# Ash Williams
Pour les articles homonymes, voir Williams.
Cet article possède un paronyme, voir Ashley Williams.
Ashley Joanna « Ash » Williams est un personnage de fiction créé par Sam Raimi dans le film Evil Dead en 1981. Il est interprété par Bruce Campbell.
Ash possède deux armes favorites, qui ont participé à sa notoriété : sa « baguette magique » (un fusil Remington calibre 12 à canon scié, appelé « boomstick » dans la version originale), dont il explique qu'il provient de « Prix-bas » (« S-Mart » en VO), et la tronçonneuse qu'il se greffe à la main droite (amputée dans Evil Dead 2 parce que possédée par un esprit démoniaque).
La voiture de Ash, une Oldsmobile, est en fait la voiture du réalisateur, Sam Raimi.

## Biographie fictive

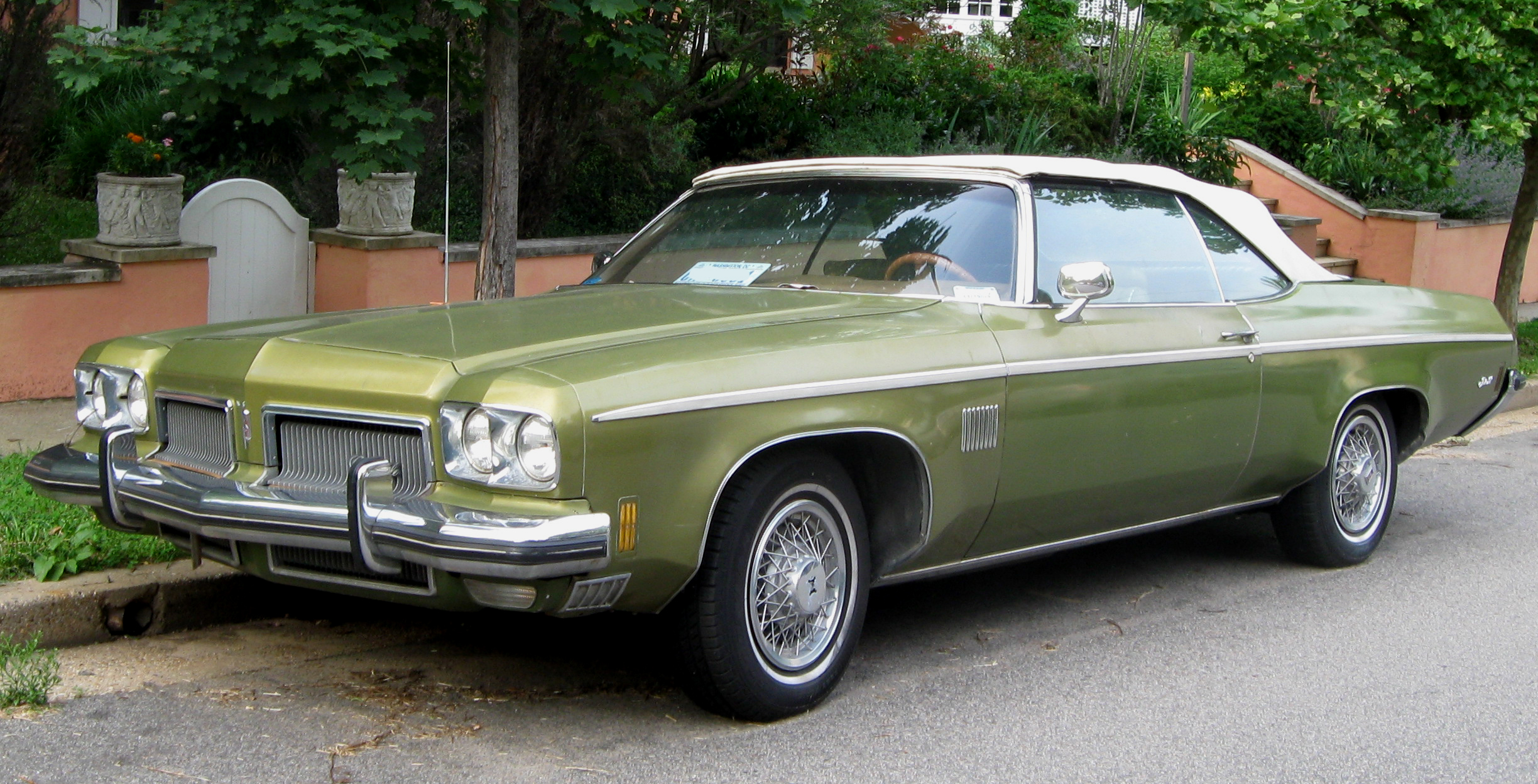
Une Oldsmobile Delta 88 de 1973 similaire à celle d'Ash dans le premier film

Ash Williams, né à Elk Grove, dans le Michigan, est un homme sans problèmes ni grande histoire, employé dans un supermarché nommé Prix-bas (« S-Mart » en VO) et ayant une petite amie, Linda.
Dans Evil Dead, Ash et ses amis passent un week-end dans une cabane au fond des bois, dans laquelle ils trouvent le Naturum Demonto (le Livre des morts, renommé Necronomicon ex Mortis dans les suites), ainsi qu'un magnétophone. La cassette est un enregistrement du propriétaire de la cabane, qui traduit un passage du livre. En écoutant la cassette, Ash et ses amis réveillent un esprit maléfique qui peut posséder les vivants. Ensuite, les amis de Ash sont possédés et tués jusqu'à ce qu'il reste le seul survivant.
La suite Evil Dead 2, bien que souvent considérée comme un remake, est en fait une vraie suite. Pour que ce soit le cas, il faut simplement ignorer une partie du début du film et regarder au moment où l'esprit maléfique s'apprête à posséder Ash. Reprenant ainsi là où le précédent film s'est terminé. Plus tard, la fille du propriétaire de la cabane et trois autres personnes arrivent. C'est vers la fin de ce film que Ash obtient sa fameuse tronçonneuse à la place de la main droite. Le film se termine sur une scène où Ash est aspiré dans un vortex et remonte le temps jusqu'en 1300, où les chevaliers clament, qu'il est « Celui qui vient du ciel », qui doit selon la prophétie les sauver des démons. Une suite fut produite. Mais pour regarder ce troisième opus sans qu'il y ait d'incohérence, il faut ignorer toute la scène où Ash est dans le passé, car dans le film suivant elle a été refaite.
Le film suivant, Evil Dead 3 : L'Armée des ténèbres continue l'histoire à partir du moment où Ash est dans le vortex et où s'ensuit une explosion. Dans ce film, Ash doit défaire son alter-ego connu sous le nom de Méchant Ash (ou Evil Ash) qui dirige l'armée qui recherche le Necronomicon. Ash obtient une nouvelle main droite, faite en métal. Le film a deux fins différentes, une dans laquelle il retourne à son époque et une où il atterrit dans un futur post-apocalyptique. Dans la fin qui a été choisie dans la version finale, Ash apparaît au « Prix-bas », son lieu de travail.
Dans le reboot de 2013, Ash apparaît en caméo à la fin du film. 
Ash est de retour dans la série télévisée Ash vs. Evil Dead, qui se déroule plus de 30 ans après les événements d'Evil Dead 2. Ash invoque malencontreusement les forces démoniaques du Livre des Morts. Aidé de ses collègues, Pablo et Kelly, il essaye de réparer son erreur.

## Famille
Dans la saison 2 de la série télévise Ash vs. Evil Dead, Ash retourne dans sa ville natale, Elk Grove (Michigan), et retrouve son père, Brock Williams (joué par Lee Majors). Ce dernier lui reproche d'avoir tué Cheryl (jouée par Ellen Sandweiss), morte dans le premier film (Evil Dead), et qui est en réalité sa sœur.

## Apparitions du personnage dans d'autres médias

### Comics
À la suite de ses apparitions cinématographiques, Ash apparait dans des comic books édités par Dynamite Entertainment, où il voyage entre les dimensions et rencontre des personnages célèbres d'autres histoires créées par Sam Raimi ou d’icônes de film d'horreur, entre autres : Darkman, Xena, Herbert West, Jason Voorhees et Freddy Krueger.
Parmi celles-ci, il est le héros du comic book Marvel Zombies VS Army of Darkness dans lequel le personnage de Ashley J. Williams, armé de sa tronçonneuse et de son fusil à pompe, atterrit dans l'univers Marvel pour lutter contre la menace zombie qui va y grouiller. Il est présenté comme un « Globe trotteur et voyageur entre les mondes » ainsi que comme « aventurier, héros, vendeur ».

### Comédie musicale
Le personnage apparait dans la comédie musicale Evil Dead (musical), où il est initialement interprété par Ryan Ward.

### Jeux vidéo
- Il apparaît comme adversaire dans le jeu Poker Night 2.
- Il apparaît dans le jeu BROFORCE.
- Il est le héros de cinq jeux vidéo :
  - Evil Dead : Hail to the King sorti en 2001 sur PC, Dreamcast et PlayStation
  - Evil Dead : A Fistful of Boomstick sorti en 2003 sur PlayStation 2 et Xbox
  - Evil Dead: Regeneration sorti en 2005 sur PC, PlayStation 2 et Xbox
  - Evil Dead: The Game sorti en 2022 sur PC, PlayStation 4, PlayStation 5, Xbox One et Xbox Series
  - Ash vs. Evil Dead Retro Realms en 2024 sur PlayStation 5, Xbox Series, Nintendo Switch.
- En avril 2019, une rumeur annonce qu'Ash serait disponible en tant que personnage jouable vendu en tant que contenu téléchargeable payant dans le jeu Mortal Kombat 11.
- Ash Williams est un personnage jouable vendu en tant que contenu téléchargeable dans le jeu horrifique Dead by Daylight.
- Ash Williams est un personnage à acheter sur Fortnite

## Dans la culture populaire
Dans la série animée Megas XLR, il est caricaturé via le personnage de Magnanimous dans l'épisode Battle Royale (saison 1, épisode 2 ), il est une combinaison de Ash et de MODOK, il utilise souvent des citations tirées de la saga Evil Dead. On retrouve aussi ce personnage dans l'épisode The Return (saison 2, épisode 2), où il apparaît dans un robot équipé d'une tronçonneuse à la place de la main droite et un fusil à canon scié dans la main gauche.
Dans la série canadienne Reboot, l'épisode Protéger et défendre (saison 3, épisode 1) fait explicitement référence aux premier et deuxième film.
Dans le jeu de table Zombicide. Le personnage de Troy est largement inspiré de Ash.